# Траоре, Абдулай (велогонщик)
Абдулай Траоре (фр. Abdoulaye Traoré, род. 3 января 1964) — ивуарийский шоссейный велогонщик.

## Карьера
В 2004 году выиграл Тур Ганы и принял участие на Туре дю Фасо. В 2006 году стал чемпионом Кот-д'Ивуара в групповой гонке и призёров в индивидуальной гонке.

## Достижения
2004
Тур Ганы
1-й в генеральной классификации
1-й этап
2006
 Чемпион Кот-д'Ивуара — групповая гонка
6-й этап наТур де л'ор блан
3-й на Чемпионат Кот-д'Ивуара — индивидуальная гонка